# Équipe de Tunisie de football à la Coupe d'Afrique des nations 2008
L'équipe de Tunisie de football participe à la coupe d'Afrique des nations 2008 organisée en Ghana du 20 janvier au 10 février 2008. La Tunisie termine à la cinquième place de la compétition.

## Qualifications
| Place | Équipe     | Pts | J | G | N | P | BP | BC | Diff |
| ----- | ---------- | --- | - | - | - | - | -- | -- | ---- |
| 1er   | Soudan     | 15  | 6 | 5 | 0 | 1 | 13 | 4  | +9   |
| 2e    | Tunisie    | 13  | 6 | 4 | 1 | 1 | 12 | 3  | +9   |
| 3e    | Seychelles | 4   | 6 | 1 | 1 | 4 | 3  | 14 | -11  |
| 4e    | Maurice    | 2   | 6 | 0 | 2 | 4 | 3  | 10 | -7   |

| Date             | Lieu       | Équipe 1   | Équipe 2   | Résultat | Buteurs                                                   |
| ---------------- | ---------- | ---------- | ---------- | -------- | --------------------------------------------------------- |
| 3 septembre 2006 | Maurice    | Maurice    | Tunisie    | 0 - 0    |                                                           |
| 7 octobre 2006   | Tunisie    | Tunisie    | Soudan     | 1 - 0    | Justin (csc) 78e                                          |
| 24 mars 2007     | Seychelles | Seychelles | Tunisie    | 0 - 3    | Jemâa 18e, 77, 81e                                        |
| 2 juin 2007      | Tunisie    | Tunisie    | Seychelles | 4 - 0    | Jemâa 15e, Zaiem 41e, 66e, Chermiti 81e                   |
| 16 juin 2007     | Tunisie    | Tunisie    | Maurice    | 2 - 0    | Jemâa 44e, A. Nafti 60e                                   |
| 9 septembre 2007 | Soudan     | Soudan     | Tunisie    | 3 - 2    | Eldin 25e, Agab 60e, Tayeb 70e ; M. Nafti 54e, Santos 81e |

## Équipe

### Effectif
| Sélectionneur | Sélectionneur       | Roger Lemerre              | Roger Lemerre     | Roger Lemerre                 |
| N°            | Nom                 | Date de naissance          | Sélections (buts) | Club                          |
| Gardiens      |                     |                            |                   |                               |
| 1             | Hamdi Kasraoui      | 18 janvier 1983 (25 ans)   |                   | Espérance sportive de Tunis   |
| 22            | Adel Nefzi          | 16 mars 1974 (33 ans)      |                   | Club africain                 |
| 16            | Aymen Mathlouthi    | 14 septembre 1984 (23 ans) |                   | Étoile sportive du Sahel      |
| Défenseurs    |                     |                            |                   |                               |
| 4             | Wissem Abdi         | 2 avril 1979 (28 ans)      |                   | Zamalek                       |
| 13            | Saber Ben Frej      | 3 juillet 1979 (28 ans)    |                   | Le Mans UC                    |
| 3             | Karim Haggui        | 20 janvier 1984 (24 ans)   |                   | TSV Bayer 04 Leverkusen       |
| 18            | Yassin Mikari       | 9 janvier 1983 (25 ans)    |                   | Grasshopper Club Zurich       |
| 2             | Saïf Ghezal         | 30 juin 1981 (26 ans)      |                   | Étoile sportive du Sahel      |
| 19            | Mehdi Meriah        | 5 juin 1979 (28 ans)       |                   | Étoile sportive du Sahel      |
| 6             | Radhouane Felhi     | 25 mars 1984 (23 ans)      |                   | Étoile sportive du Sahel      |
| 15            | Radhi Jaïdi         | 30 août 1975 (32 ans)      |                   | Birmingham City Football Club |
| 5             | Wissam El Bekri     | 16 juin 1984 (23 ans)      |                   | Espérance sportive de Tunis   |
| Milieux       |                     |                            |                   |                               |
| 7             | Chaouki Ben Saada   | 1er juillet 1984 (23 ans)  |                   | SC Bastia                     |
| 12            | Jawhar Mnari        | 8 novembre 1976 (31 ans)   |                   | FC Nuremberg                  |
| 8             | Mehdi Nafti         | 28 novembre 1978 (29 ans)  |                   | Birmingham City Football Club |
| 10            | Kamel Zaiem         | 25 mai 1983 (24 ans)       |                   | Espérance sportive de Tunis   |
| 14            | Chaker Zouaghi      | 10 janvier 1985 (23 ans)   |                   | Lokomotiv Moscou              |
| 21            | Mejdi Traoui        | 13 décembre 1983 (25 ans)  |                   | Étoile sportive du Sahel      |
| Attaquants    |                     |                            |                   |                               |
| 9             | Yassine Chikhaoui   | 22 septembre 1986 (21 ans) |                   | FC Zurich                     |
| 11            | Francileudo Santos  | 20 mars 1979 (28 ans)      |                   | Toulouse Football Club        |
| 17            | Issam Jemâa         | 28 janvier 1984 (24 ans)   |                   | SM Caen                       |
| 23            | Amine Chermiti      | 26 décembre 1987 (20 ans)  |                   | Étoile sportive du Sahel      |
| 20            | Mehdi Ben Dhifallah | 6 mai 1983 (24 ans)        |                   | Étoile sportive du Sahel      |

### Maillot
Pour la coupe d'Afrique des nations 2010, l'équipementier de l'équipe, Puma, lui confectionne un maillot spécifique pour la compétition.
| Couleurs | Blanc et rouge |
| Marque   | Puma           |
| Domicile | Extérieur      |

## Compétition
Après la coupe du monde, l'équipe réussit à se qualifier pour la CAN 2008 après avoir battue le Soudan, les Seychelles et Maurice. La Tunisie est aussi candidate au championnat d'Afrique après les performances des années précédentes, en plus de la présence de sept joueurs de l'Étoile sportive du Sahel, alors championne d'Afrique. Elle parvient à se qualifier pour les quarts de finale après avoir battu l'Afrique du Sud (3-1), fait match nul face au Sénégal (2-2) et à l'Angola (0-0) et difficilement battu le Cameroun en prolongation (3-2). Le 30 juin 2008, Roger Lemerre quitte la Tunisie après six ans, le plus long règne parmi les entraîneurs de l'équipe ; il est remplacé par l'entraîneur portugais Humberto Coelho.

### Phase de poules
| Place | Équipe         | Pts | J | G | N | P | BP | BC | Diff |
| ----- | -------------- | --- | - | - | - | - | -- | -- | ---- |
| 1er   | Tunisie        | 5   | 3 | 1 | 2 | 0 | 5  | 3  | +2   |
| 2e    | Angola         | 5   | 3 | 1 | 2 | 0 | 4  | 2  | +2   |
| 3e    | Sénégal        | 2   | 3 | 0 | 2 | 1 | 4  | 6  | -2   |
| 4e    | Afrique du Sud | 2   | 3 | 0 | 2 | 1 | 3  | 5  | -2   |

| 23 janvier 2008 18h00 (UTC+1) | Tunisie               | 2–2 | Sénégal                     | Tamale Stadium, Tamale                            |                                                   |
|                               | Jemâa 9e · Traoui 82e |     | Bayal Sall 45e · Kamara 66e | Spectateurs : 12 000 Arbitrage : Yūichi Nishimura | Spectateurs : 12 000 Arbitrage : Yūichi Nishimura |
|                               | Rapport               |     |                             | Spectateurs : 12 000 Arbitrage : Yūichi Nishimura | Spectateurs : 12 000 Arbitrage : Yūichi Nishimura |

| 27 janvier 2008 20h30 (UTC+1) | Tunisie                       | 3–1 | Afrique du Sud | Tamale Stadium, Tamale                         |                                                |
|                               | Santos 8e 34e · Ben Saada 31e |     | Mphela 87e     | Spectateurs : 15 000 Arbitrage : Kokou Djaoupe | Spectateurs : 15 000 Arbitrage : Kokou Djaoupe |
|                               | Rapport                       |     |                | Spectateurs : 15 000 Arbitrage : Kokou Djaoupe | Spectateurs : 15 000 Arbitrage : Kokou Djaoupe |

| 31 janvier 2008 18h00 (UTC+1) | Tunisie | 0–0 | Angola | Tamale Stadium, Tamale                        |
|                               |         |     |        | Spectateurs : 10 000 Arbitrage : Coffi Codjia |
|                               | Rapport |     |        |                                               |

### Phase à élimination directe
| 4 février 2008 21h30 (UTC+1) | Tunisie                       | 2–3 (a.p.) | Cameroun                  | Tamale Stadium, Tamale                           |                                                  |
|                              | Ben Saada 33e · Chikhaoui 81e |            | Mbia 18e 93e · Geremi 26e | Spectateurs : 15 000 Arbitrage : Koman Coulibaly | Spectateurs : 15 000 Arbitrage : Koman Coulibaly |
|                              | Rapport                       |            |                           | Spectateurs : 15 000 Arbitrage : Koman Coulibaly | Spectateurs : 15 000 Arbitrage : Koman Coulibaly |

## Buteurs
- 2 buts : Francileudo Santos et Chaouki Ben Saada
- 1 but : Yassine Chikhaoui, Issam Jemâa et Mejdi Traoui